# Saint-Martin-Sepert
Saint-Martin-Sepert is een plaats en voormalige gemeente in het Franse departement Corrèze in de regio Nouvelle-Aquitaine en telt 260 inwoners (1999).

## Geschiedenis
Saint-Martin-Sepert is op 1 januari 2025 gefuseerd met de gemeenten Saint-Pardoux-Corbier en Saint-Ybard tot de gemeente Les Trois-Saints. Hierbij werd de plaats overgeheveld van het arrondissement Brive-la-Gaillarde naar het  arrondissement Tulle.

## Geografie
De oppervlakte van Saint-Martin-Sepert bedraagt 15,7 km², de bevolkingsdichtheid is 16,6 inwoners per km².
De onderstaande kaart toont de ligging van Saint-Martin-Sepert met de belangrijkste infrastructuur en aangrenzende gemeenten.

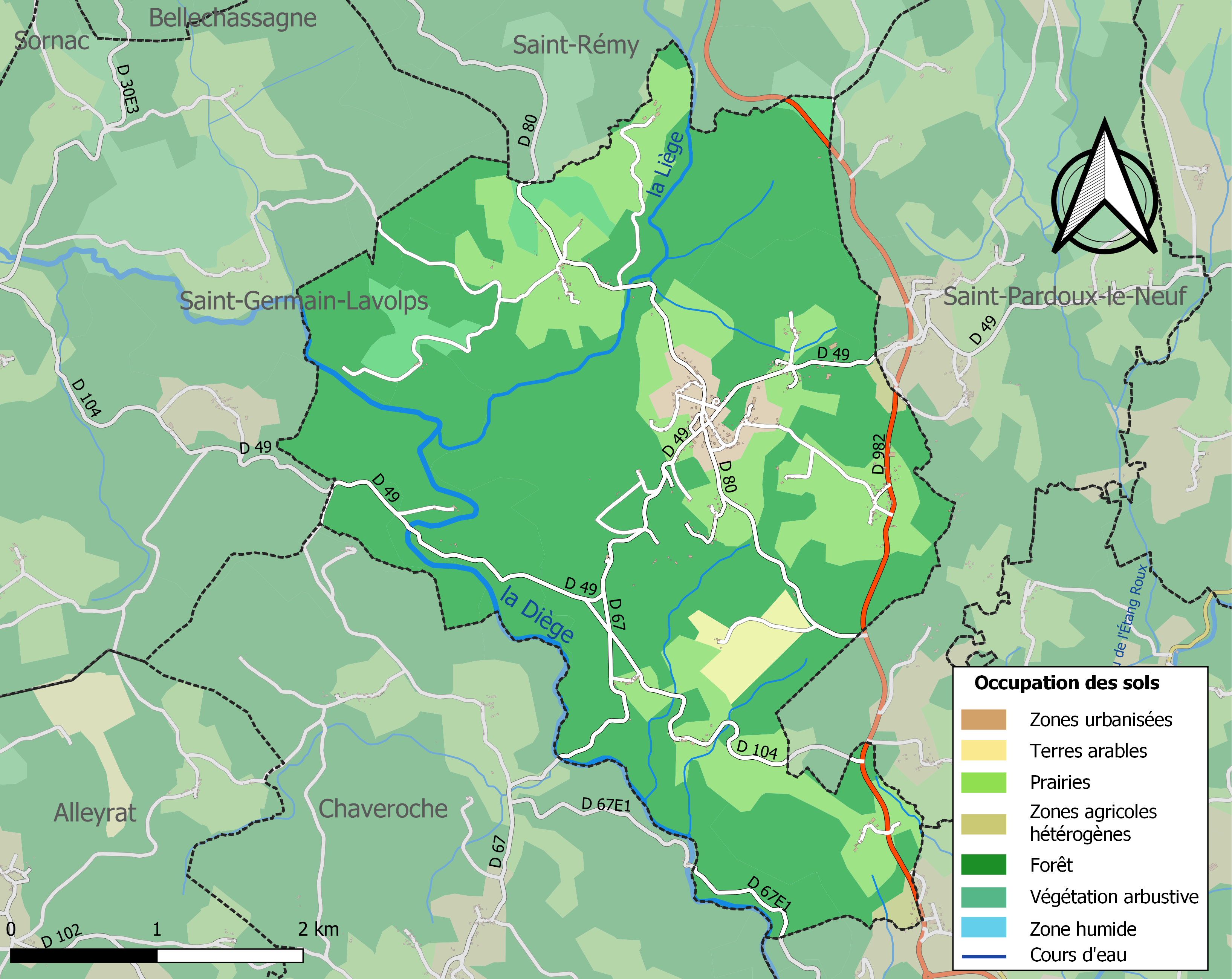

## Demografie
Onderstaande figuur toont het verloop van het inwonertal.